# Étang envahi par les herbes
Étang envahi par les herbes (en russe : Заросший пруд) est un tableau paysager du peintre russe Vassili Polenov (1844-1927), achevé en 1879. Il appartient aux collections de la galerie Tretiakov et y est classé à l'inventaire sous le no 10460. Ses dimensions sont de 80 × 124,7 cm,,. La vue de la nature représentée sur la toile synthétise les différentes impressions ressenties par le peintre. Plusieurs études pour ce tableau ont été réalisées par Polenov en 1877, alors qu'il rendait visite à ses parents dans le village de Pétrouchki (ru) près de Kiev. Son travail sur la toile a été achevé au début de l'année 1879, à Moscou.
Le tableau Étang envahi par les herbes a été exposé lors de la 7e exposition des Ambulants, ouverte en avril 1879,. Pendant plusieurs décennies, le tableau a fait partie de collections particulières, puis finalement en 1928 il est entré dans les collections de la Galerie Tretiakov.
Ensemble avec deux autres tableaux de Polenov réalisés en 1870, Cour à Moscou et Jardin de grand-mère, celui de l'Étang envahi par les herbes forme une trilogie lyrique et philosophique de l'artiste,. Selon le critique d'art Alekseï Fiodorov-Davydov, dans son tableau Étang envahi par les herbes, Polenov a réussi « avec beaucoup de force et de beauté » à exprimer « une poésie de la nature à la fois réelle et particulièrement romantique ». L'historienne d'art Tamara Iourova considère que ce tableau « achevait une étape de l'évolution de l'art de Polenov, en marquant l'avènement de sa maturité créative ».

## Histoire

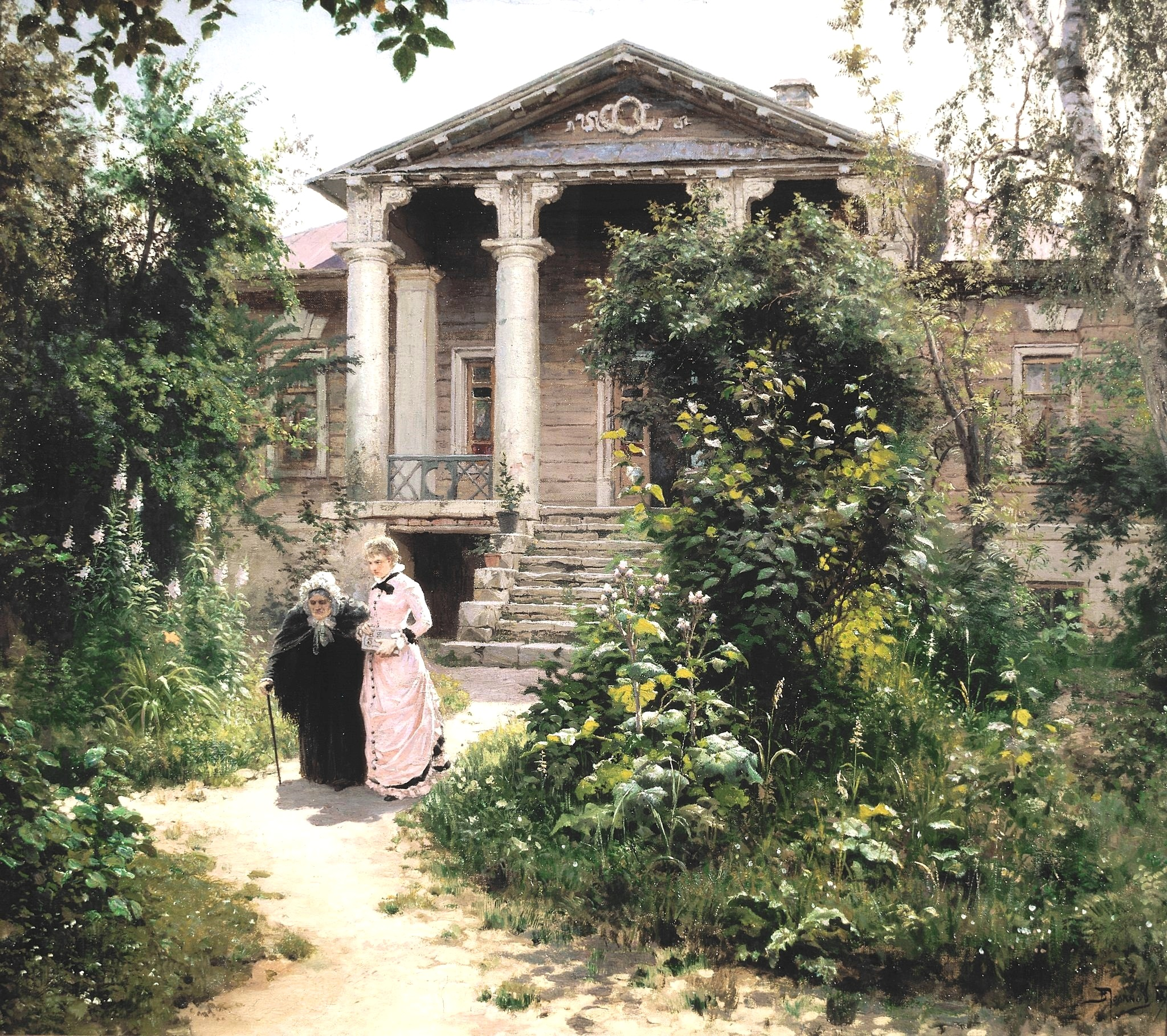
Vassili Polenov :Le Jardin de grand-mère

De 1873 à 1876, Polenov vit et travaille à Paris, puis retourne en Russie. En 1876, il rejoint les rangs de l'armée des volontaires qui prend part à la guerre serbo-turque (en) (1876-1877) et se rend sur le front où il réalise une série de dessins, basés sur ses impressions de combats. En juin 1877, l'artiste se rend à Moscou et prend un appartement en location à la rue du Compositeur, tout près de l'église de la Sainte-Transfiguration de Peski (ru). Il semble que ce soit là qu'il compose ses toiles Cour à Moscou et Le Jardin de grand-mère.

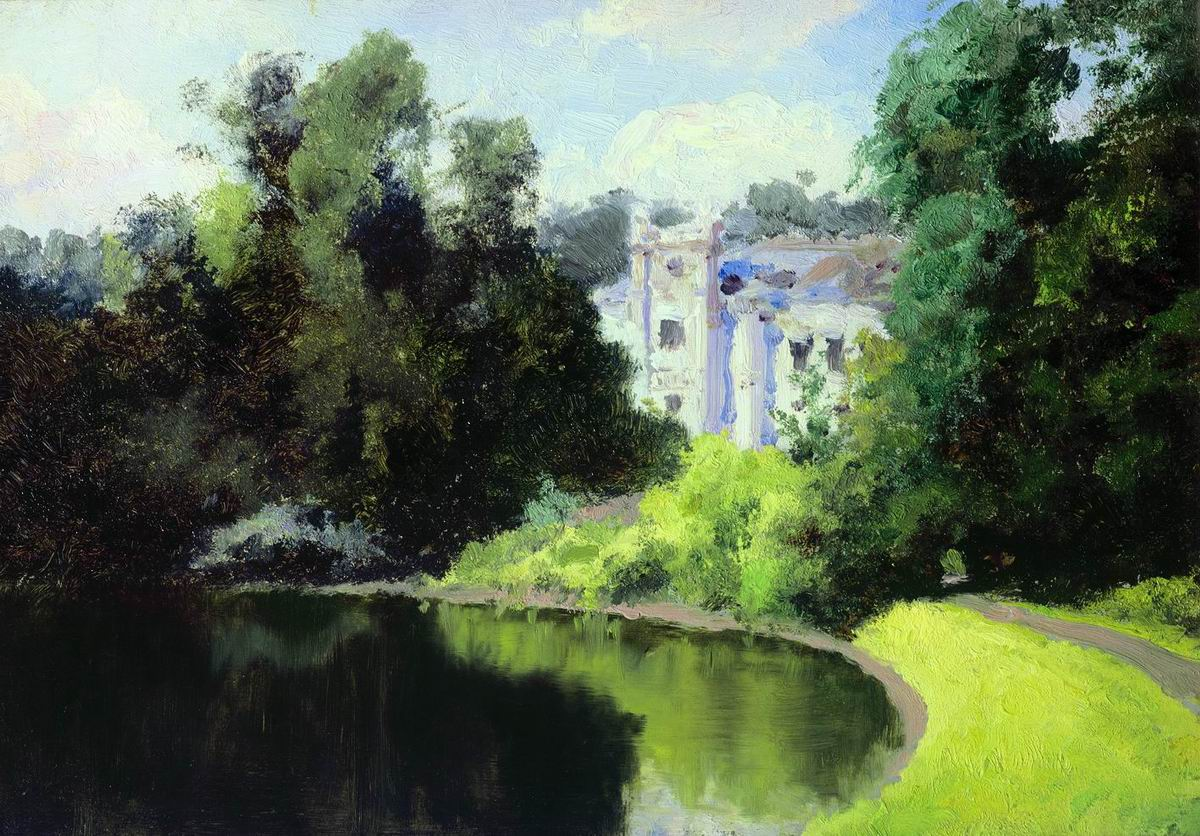
Étang dans le parc (Пруд в парке. Ольшанка) (1877, Galerie Tretiakov)

Le 5 juillet 1877, les parents de Polenov, son père Dmitri Polenov (ru) et sa mère Maria Alekseïevna, l'invitent à leur datcha dans le village de Petrouchki, près de Kiev. Lors de son voyage dans le gouvernement de Kiev — probablement en août — Polenov réalise plusieurs études qu'il utilisera pour ses tableaux Étang envahi par les herbes et Été ,. En septembre 1877, Polenov passe par Olchanka dans l'oblast de Tambov dans la propriété de sa grand-mère Vera Voïeïkova située dans l'ouïezd de Borissoglebsk gouvernement de Tambov. Là, il peint un petit tableau intitulé Étang dans un parc à Olchanka (sur planche, huile, 24 × 33,6 cm, conservé à la galerie Tretiakov à l'inventaire sous le no 11149).
À la fin de l'année 1877, début 1878, Polenov se retrouve une nouvelle fois dans la zone des combats, mais cette fois sur le front bulgare de la guerre russo-turque (1877—1878), où il exerce la fonction d'artiste du quartier général de l'armée russe. Après son retour à Moscou, Polenov prend un nouvel appartement en location dans la maison d'Olsoufev près du couvent de Novodievitchi dans le quartier de Moscou appelé Khamovniki. Le peintre y vit depuis juillet 1878 jusqu'à l'automne 1881, et c'est là qu'il travaille sur sa toile Étang envahi par les herbes, pour la terminer au début de l'année 1879.
Le 23 février 1879 s'ouvre à Saint-Pétersbourg la 7e exposition des peintres Ambulants qui est restée ouverte jusqu'au 25 mars 1879, avant d'être transférée à Moscou jusqu'au 22 avril 1879. À Saint-Pétersbourg, le tableau Étang envahi par les herbes n'est pas exposé et dans le catalogue où sont renseignées trois œuvres de Polenov : Oudilchtchiki, Le Jardin de grand-mère et l'Été. Par contre, à Moscou, le tableau Étang envahi par les herbes est exposé lors de la 7e exposition des Ambulants, en même temps que Le Jardin de grand-mère, Rivière et Matin d'été. Le critique d'art de La Gazette de Moscou écrit à propos du tableau Étang envahi par les eaux que Polenov s'y révèle romantique : « il ne s'agit pas d'un étang en général, il a sa propre histoire, c'est une œuvre que les Allemands appellent Stimmungsbild, paysage d'humeur, qui fait naître chez le spectateur des sentiments, une humeur, c'est-à-dire approximativement la même chose que ce que peut faire la poésie en matière d'élégie. »,,

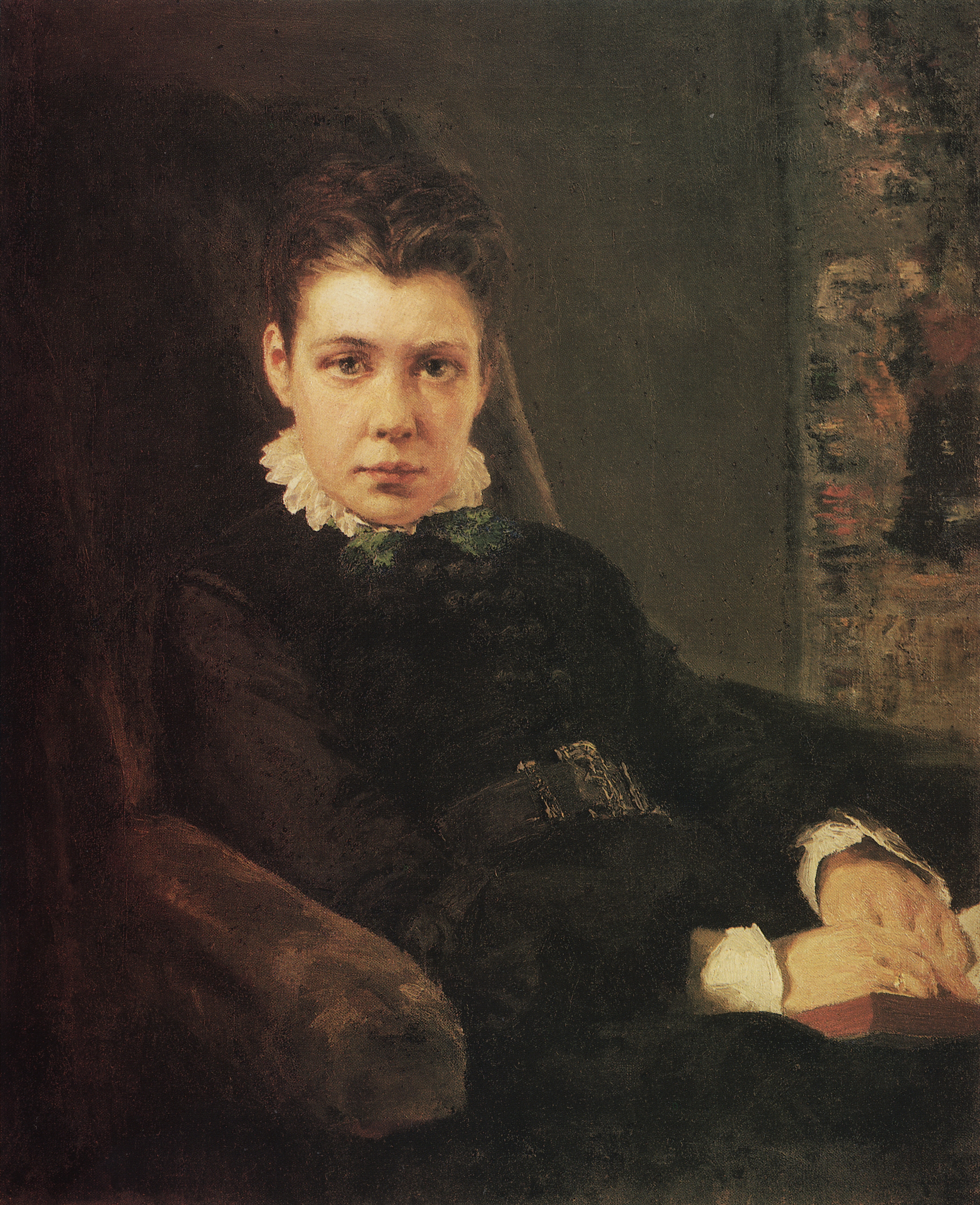
Portrait de V. Krouchtchiova, sœur-jumelle (1844-1881) de Vassili Polenov, par Polenov (1874), musée de Polenovo

L'année suivante, Étang envahi par les herbes est exposé à la 8e exposition des Ambulants à Saint-Pétersbourg,, ouverte le 6 mars 1880. La même peinture fait aussi partie de l'Exposition industrielle et artistique de toute la Russie de 1882, organisée à Moscou,. La toile a été ensuite la propriété d' E. Sapojnikov et de I. Atcharkan. Elle est entrée dans les collections de la galerie Tretiakov en 1928,.
Le tableau a été exposé dans une série d'expositions, au nombre desquelles des expositions consacrées à l'artiste Vassili Polenov en 1969 à Leningrad et en 1994-1995 à Moscou et Saint-Pétersbourg. En 1971-1972, la toile a été exposée à l'exposition Peinture de paysage des Ambulants pour le centième anniversaire de cette association à Kiev, Leningrad, Minsk, et Moscou. Cette exposition a parcouru plusieurs pays et villes hors de Russie : Belgrade (1970), Bucarest (1973), Varsovie (1973), Berlin (1976), Washington, Chicago, Boston, Los Angeles (1986—1987), Cologne, Zurich (1990) et Wuppertal (2005—2006). La toile a aussi été exposée avec d'autres pour le 175e anniversaire de la naissance de Vassili Polenov, qui a eu lieu d'octobre 1919 à février 2020 à la Nouvelle Galerie Tretiakov, Rue Krymski Val à Moscou,,.
Aujourd'hui, le tableau Étang envahi par les herbes est exposé dans la salle no 35 de la galerie Tretiakov, ruelle Lavrouchinski, à Moscou.

## Description
La vue, représentée sur la toile Étang envahi par les herbes, synthétise les différentes impressions de l'artiste. Le tableau montre une partie de l'étang seulement, celle où se trouve la passerelle. Au premier plan, le bord avec l'herbe verte et les fleurs des champs, à l'arrière-plan, les arbres entourant l'étang du parc,,. L'impression de l'étendue du parc provient du fait que le tableau ne montre que les parties inférieures des troncs et les branches qui sont penchées vers l'eau. Le peintre « a coupé le sommet des arbres qui ne sont pas dans le cadre, comme s'il voulait rapprocher son image du spectateur ». En outre, dans l'échappée en haut à gauche, le prolongement du parc est prévu, éloigné dans la perspective des arbres qui bordent l'étang. Une grande partie du tableau, en ce compris la surface de l'eau et la végétation, est réalisée dans une variété de nuance de verts,,. La surface de l'étang est comme un miroir parsemé d'ilots de nénuphars blancs.
Dans le coin supérieur gauche du tableau, un petit morceau de ciel bleu est visible. Son reflet lumineux se reflète sur la surface de l'eau, en bas à gauche. La passerelle et le chemin qui y mène sont de couleurs claires. C'est ce qui dirige le regard du spectateur vers l'endroit plus sombre du fond, où se trouve un banc, sur lequel est assise une jeune femme vêtue d'une robe légère de ton clair, et dont la figure est presque dissoute dans le paysage. L'air pensif, elle est plongée dans sa vie intérieure et semble en harmonie avec la nature qui l'entoure,. Le modèle qui a été utilisé pour le personnage est la sœur jumelle de Vassili Polenov : Véra Polonova épouse Krouchtchiova (1844—1881),,.

Divers détails du tableau.
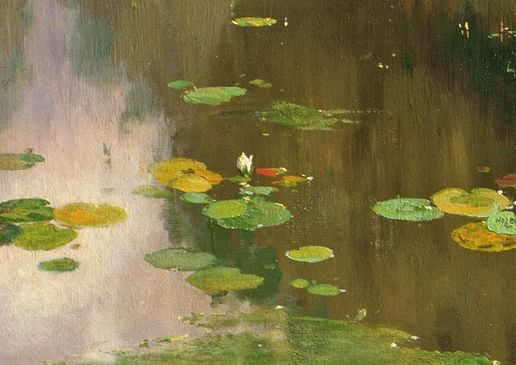
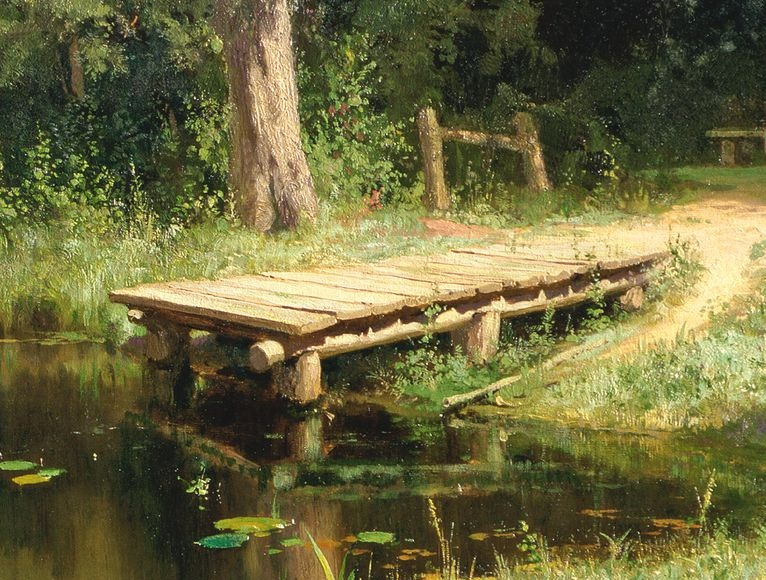
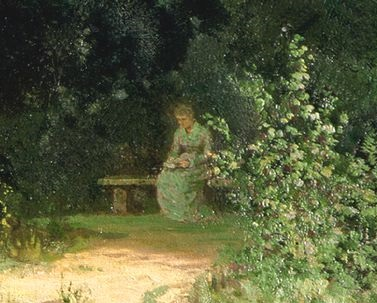

## Étude et copies

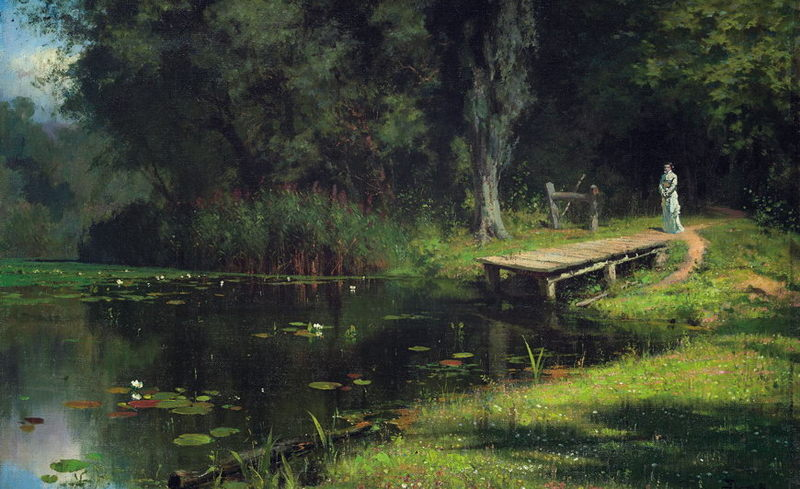
Étang envahi par les herbes (copie-variante, 1880), Musée russe)

Plusieurs études pour le tableau Étang envahi par les herbes ont été réalisées en 1877, à l'époque où il rendait visite à ses parents dans le village de Petrouchki près de Kiev.
Polenov a peint aussi une variante de son tableau en format réduit également (1880, toile, huile, 44 × 64,5 cm, Musée russe, à l'inventaire sous le no Ж-4212),. Sur cette dernière toile est représentée une femme debout au début de la passerelle. La femme modèle pour la toile réduite est le même que celui de la première toile originale : il s'agit de Vera Krouchtchova,. Cette variante se trouvait auparavant dans la collection Dvorichtchina et est entrée dans celle du Musée russe en 1946 par les soins de la commission publique des achats de Leningrad.
Une autre version du tableau Étang envahi par les herbes (toile, huile, 30 × 58 cm, à l'inventaire sous no Ж-293) est conservée au musée des Beaux-Arts d'Odessa,. Selon certaines sources, il s'agirait d'une copie par l'auteur, selon d'autres, d'une simple étude,.
Une autre copie par l'auteur est conservée parmi les tableaux d'une collection privée. En outre, une variante de la toile datée de 1880 se retrouve dans la collection privée d'un collectionneur moscovite du nom de A. Koloudarov, qui a été exposée lors d'une exposition privée sur Polenov en 1950 à Moscou.

## Critiques
La critique d'art Olga Liaskovskaïa écrit que lorsque Polenov travaillait sur sa toile Étang envahi par les herbes, « il s'efforçait d'atteindre l'équilibre de la composition et de créer l'impression générale du tableau ». Selon Liaskovskaïa, le peintre a réussi à transmettre de manière particulière et fidèle la texture de l'herbe et du feuillage, et à intégrer au décor un coin de ciel bleu ainsi qu'un nuage qui se reflète dans l'eau.

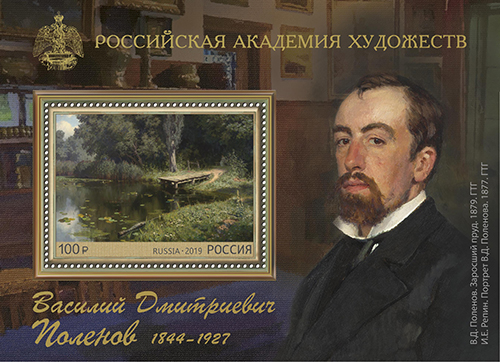
Bloc postal, pour les anniversaire de la naissance de Polenov représentant Étang envahi par les herbes

Dans sa monographie sur l'œuvre de Polenov, la critique d'art Tamara Iourova écrit que « la toile Étang envahi par les herbes, est presque entièrement composée de nuances de vert, ce qui prouve la haute maîtrise du Polenov-coloriste, qui a réussi à concevoir une gamme de tons verts d'une beauté exceptionnelle aux nuances très riches. Il semble qu'il n'y ait pas deux tons absolument identiques dans ce paysage, ni non plus de couleurs neutres telles que celles qui couvraient des parties de la toile de Cour à Moscou».

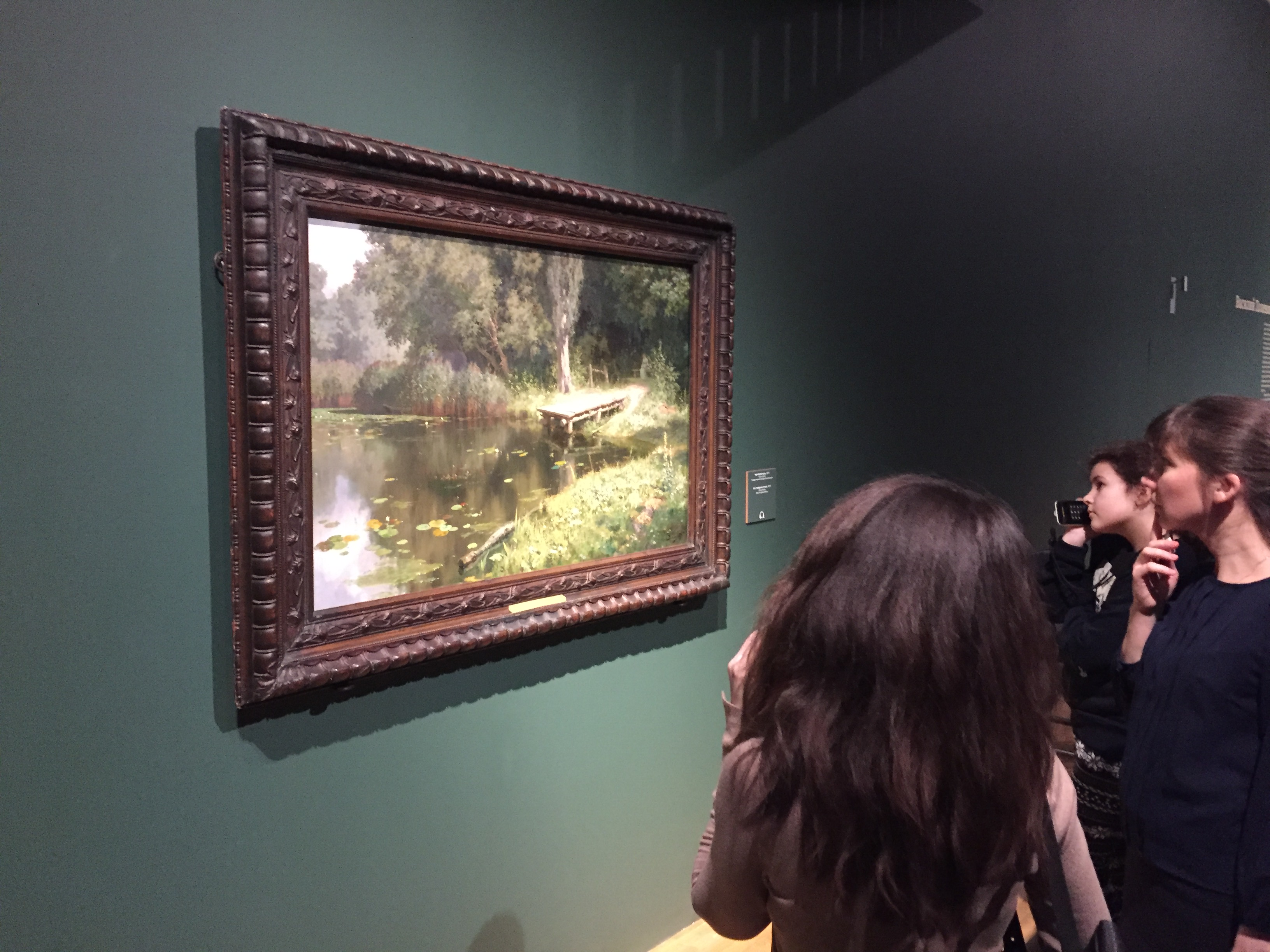
Tableau Étang envahi par les herbes lors de l'exposition de 2019-2020 à la Nouvelle Galerie Tretiakov

Selon le critique d'art Alekseï Fiodorov-Davydov, le tableau Étang envahi par les herbes réussit à exprimer « avec force et beauté la réalité, mais recouverte de la poésie romantique de la nature ». Selon le critique, « malgré toute l'intimité de ce motif », ce paysage de Polenov n'est pas du tout délimité par des cadres étroits, mais au contraire, transcendant et particulièrement significatif « par la généralisation synthétique de son image ». Fiodorov-Davydov remarque « sa sonorité des couleurs, sa planification stricte, et enfin ce moment de romantisme qui est perceptible dans ce paysage », qui permettent de parler de parenté avec les paysages du peintre russe Fiodor Vassiliev.
Selon la critique d'art Éléonora Paston, les tableaux peints à la fin des années 1870, Cour à Moscou, Le Jardin de grand-mère et Étang envahi par les herbes, forment une espèce de trilogie lyrique et philosophique de l'artiste,. Dans une monographie sur l'œuvre de l'artiste, la critique observe que dans le paysage du tableau de l'Étang envahi par les herbes « ainsi que dans le tableau de l'ancien parc, solennel dans sa grandeur monumentale, c'est une humeur rêveuse et sublime qui domine ». Celle-ci est soulignée par la figure fragile et immobile d'une femme qui se détache, solitaire, sur un fond d'arbres sombres. Ceux-ci s'étendent comme un puissant chatior, comme s'il servait de refuge fiable ». Paston écrivait que « le thème de la sortie des tracas journaliers grâce au monde de la nature », débutée par Polenov avec ce tableau, s'est poursuivi dans ses œuvres des années 1880 et 1890, et aussi dans l'œuvre d'un des jeunes amis de Polenov, le peintre Mikhaïl Nesterov.